# ستراژنیتسا (استان اشوی‌داشکسیه)
ستراژنیتسا (به لهستانی: Strażnica) یک منطقهٔ مسکونی در لهستان است که در گمینا سمکوو واقع شده‌است. ستراژنیتسا ۸۰ نفر جمعیت دارد.